# Perkebunan Limau Manis
Perkebunan Limau Manis is een bestuurslaag in het regentschap Batu Bara van de provincie Noord-Sumatra, Indonesië. Perkebunan Limau Manis telt 208 inwoners (volkstelling 2010).